# Monk Sherborne
Monk Sherborne – wieś w Anglii, w hrabstwie Hampshire. Leży 32 km na północny wschód od miasta Winchester i 74 km na zachód od Londynu.